# アリ・シソコ
アリ・シソコ（Aly Cissokho フランス語発音: [ali sisɔko], 1987年9月15日 - ）は、フランス・ブロワ出身のサッカー選手。ポジションはDF。アリ・シッソコとも表記されるが、アリ・シソコと発音される。
故郷のクラブのAMJブロワ及びブロワ・フット41でキャリアを始め、2004年にFCグーニョンに参加し、下部組織での3年を経て、2006-07シーズンにトップチーム初出場を飾る。さらに、1シーズンを過ごした後の2008年6月にプリメイラ・リーガのヴィトーリア・セトゥーバルと契約し、そこから僅か半年後に前年度王者のFCポルトへの移籍を勝ち取っており、ポルトでは、リーグ戦とタッサ・デ・ポルトガルの2冠を達成し、初めてUEFAチャンピオンズリーグを経験した。2009年7月には、セリエAのACミランへの移籍失敗後、移籍金1500万ユーロでリーグ・アンのオリンピック・リヨンと5年契約を締結する。2012-13シーズンにプリメーラ・ディビシオンのバレンシアCFへ売却され、2013-14シーズンは期限付き移籍によってプレミアリーグのリヴァプールFCで過ごした。
フランス代表としては、2009年11月に初招集され、それから約1年後の2010年8月のノルウェー戦で初出場を飾った。
また、両親はセネガル出身であり、セネガルとフランスのふたつの国籍を持っている。

## 経歴

### クラブ

#### 初期
セネガル出身の両親の下でロワール＝エ＝シェール県の首都ブロワに生まれ育ったシソコは、兄3人がサッカー選手だったため、幼い頃からサッカーに親しんでいた。なお、ママドゥはシソコの代理人を務め、デンバは地元のアマチュアクラブであるブロワ・フット41でプレー、イサ・シソコ (en) は、セリエBのバーリに所属しており、セネガル代表経験を持つ。
8歳の時にAMJブロワでキャリアを始めて以降、ブロワ・フット41、FCOサン＝ジャン＝ド＝ラ＝ルエルを渡り歩き、サン＝ジャン＝ド＝ラ＝ルエルでのプレーが当時リーグ・ドゥにいたFCグーニョンのジャン・アセドアシスタントの目に留まり、2004年5月にグーニョンの下部組織に入団した。下部組織とリザーブチームでそれぞれ2年を費やした後、2007年5月25日のFCメス戦でプロ初出場を飾ると、次の2007-08シーズンに2010年6月までのプロ初にして3年契約を締結し、さらにアラン・ラヴェラ監督によってトップチームに登録された。ラヴェラ監督の下では主に途中出場、2007年5月にアレックス・デュポン (en) 監督が就任して以降は先発での出番を掴み、最終的に出場22試合中の内15試合に先発しているが、チームの3部への降格を防げなかった。
2008年6月2日にプリメイラ・リーガのヴィトーリア・セトゥーバルと2011年までの3年契約を締結する。ヴィトーリア・セトゥーバルでは、8月22日のヴィトーリア・ギマランイス戦 (1-1) で初出場を飾って以降のリーグ戦で15試合に出場し、エールディヴィジのSCヘーレンフェーンとのUEFAカップ 2008-09で欧州カップ戦初出場をした。

#### ポルト
ヴィトリアでの活躍から、2009年1月10日に60%の保有権に相当する移籍金30万ユーロで前季王者FCポルトと3年半契約を勝ち取ると、リーノ 、ネルソン・ベニテス (en) 、ペドロ・エマヌエル、ホルヘ・フシーレの4選手が次々と起用されてジェスアルド・フェレイラ監督の懸念事項となっていた左サイドバックに、1月17日のタッサ・ダ・リーガでのアカデミカ・コインブラ戦で初出場を飾って以降レギュラーに定着し、リーグ戦4連覇に貢献した。また、31日のタッサ・ダ・リーガ決勝でのFCパソス・デ・フェレイラ戦 (1-0) に先発出場して2冠を達成している。
一方、UEFAチャンピオンズリーグ 2008-09では、UEFAチャンピオンズリーグ初出場となった2009年2月24日のアトレティコ・マドリード戦で、位置取りのミスからセルヒオ・アグエロのパスを通らせ、マキシ・ロドリゲスに先制点を許してしまったが、左サイドの正確なセンタリングでリサンドロ・ロペスの得点をアシストして名誉挽回した。次のマンチェスター・ユナイテッドFC戦は、敗れこそしたものの、ウェイン・ルーニーやクリスティアーノ・ロナウドへの対応から注目を集めた。

#### リヨン
2009年6月14日にACミランのアドリアーノ・ガッリアーニ (en) 副会長によって、公式ウェブサイト上でシソコ獲得が合意に達したと発表され、移籍金はオリンピック・リヨンとの争奪戦の末に1500万ユーロで決着したと見られていた。ところが、翌日のメディカルチェックの際に口と歯に問題が発覚し、それが筋肉の問題に発展することを懸念したミラン側は、買い取りオプション付きの期限付き移籍で再交渉となったものの、今度は両クラブが求める移籍金に開きがあったことで、18日に交渉は正式に破談となった。これに対してシソコは、そもそも歯に問題はなかったと説明している。

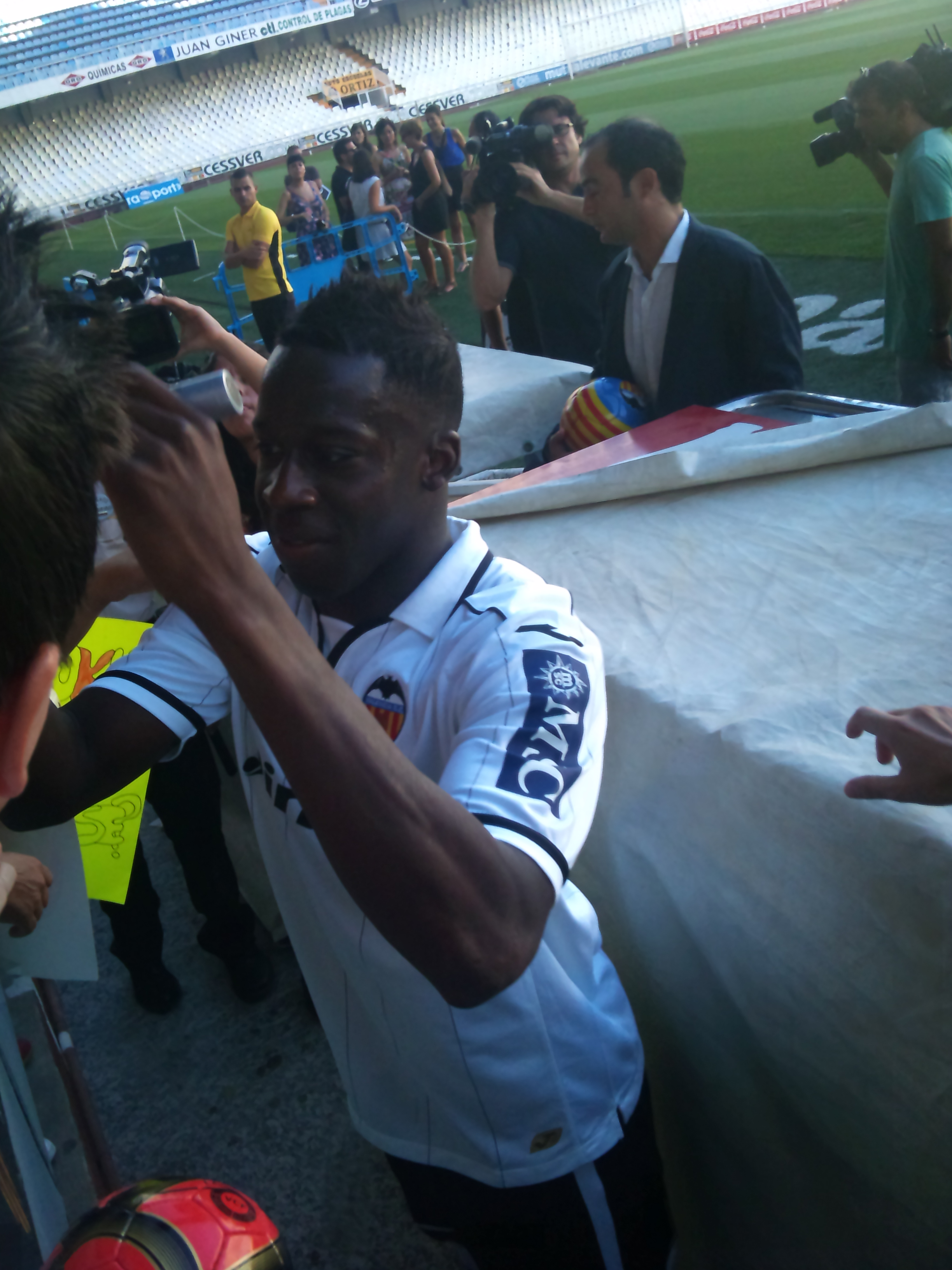
新加入したバレンシアCFのエスタディオ・デ・メスタージャで行われた自身のお披露目会でのシソコ

その後、7月18日に移籍金1500万ユーロでオリンピック・リヨンと5年契約を締結し、また、リヨンから次のクラブへ移籍する場合の移籍金20%がポルト側に支払われる条項が付随された。なお、同移籍の際にシソコがユース時代に所属していたブロワ・フット41に育成費として16万2500ユーロが支払われている。20日に新加入のミシェル・バストスと記者会見が行われ無事入団を果たし、幹部のベルナール・ラコンブから未来のエリック・アビダルと期待を寄せられたシソコは、8月8日のル・マンUCとの開幕戦で初出場を飾ると、9月26日のトゥールーズFC戦 (2-1) で52分にヤニス・タフェールの同点をアシスト、12月9日のUEFAチャンピオンズリーグ 2009-10でのデブレツェニVSC戦 (4-0) で移籍後初得点を記録する。この得点について「（攻撃的な姿勢を）FCバルセロナにインスパイアされた」と話した。それから、2週間後のモンペリエHSC戦 (1-2) でもアシストをした。最終的に2009-10シーズンは、退団したファビオ・グロッソの穴を埋め、クロード・ピュエル監督の下で不動のレギュラーとしてリーグ戦31試合2アシストを記録し、チャンピオンズリーグではグループリーグから準決勝までの全12試合に先発出場した。
ピュエル監督の後任レミ・ガルド監督の下でも主力を務めていたものの、2011-12シーズン終了後にクラブのジャン＝ミシェル・オラス会長からチームに悪影響を与えていると、クリス、ミシェル・バストス、キム・シェルストレームと共に名指しで非難され、放出されることとなった。

#### バレンシア
2012年8月24日、退団したジョルディ・アルバの後釜として、移籍金600万ユーロでプリメーラ・ディビシオンのバレンシアCFと4年契約を締結し、同胞ジェレミー・マテューと左サイドバックで定位置争いを繰り広げることとなった。バレンシアでは、マテューが負傷したことでFCバルセロナ戦 (0-1) で初出場を飾って以降、左サイドバックに本職が自身しか居なかったこともあって先発に定着し、25歳の誕生日にセルタ・デ・ビーゴ戦で初得点を挙げる等、序盤こそ上手くいっており、11月11日のレアル・バリャドリード戦で移籍後2得点目にして先制点を挙げたが、オマール・ラモス (en) をペナルティーエリア内で倒し、ペナルティーキックを与えて失点の原因となってしまった。すると、左サイドバックを本職とする選手が居なくなってしまったことで、次節には、それまで左サイドハーフを務めていたアンドレス・グアルダードが据えられると、以後は定位置争いをグアルダードと繰り広げることとなり、自身の精彩を欠くプレーから地位を脅かされた。

#### リヴァプール
2012-13シーズン終了後にエルネスト・バルベルデ監督からミロスラヴ・ジュキッチ監督に交代したが、状況は好転するどころか、フアン・ベルナトが台頭してきたことで左サイドバックの序列で4番手となったために構想外となり、2013年8月20日にプレミアリーグのリヴァプールFCへのレンタル移籍が決定した。24日のヴィラ・パークでのアストン・ヴィラFC戦でイアゴ・アスパスに代わって69分から初出場を飾ったものの、27日のフットボールリーグカップでのノッツ・カウンティFC戦で前半10分に足首の負傷によって交代し、全治6週間となり、加入早々に離脱することとなった。復帰後の10月27日のウェスト・ブロムウィッチ・アルビオンFC戦でルイス・スアレスの得点をアシストするプレーを見せこそしたが、他の試合では全体的に精彩を欠いた影響から、本職が右サイドバックのジョン・フラナガンに左サイドバックの定位置争いで脅かされていた。そのフラナガンが負傷のため、12月16日のシティ・オブ・マンチェスター・スタジアムでのマンチェスター・シティFC戦 (1-2) で6試合ぶりに出場し、1月のストーク・シティFC戦では前半早々にシュートしたボールが相手DFのライアン・ショウクロスに当たって先制点となった。その後、暫くは出場機会を得ていたものの、不安定なパフォーマンスに一部から批判され、最終的にフラナガンどころか終盤戦にはグレン・ジョンソンが左サイドバックに据えられる事態となっており、また、負傷による長期離脱中で本来1番手のホセ・エンリケの存在もあるため、3月に買い取られないことが決定した。

#### アストン・ヴィラ
2014年8月8日、アストン・ヴィラFCに4年契約で完全移籍した。

#### イェニ・マラティヤスポル
2017年8月、イェニ・マラティヤスポルに2年契約で移籍した。

### 代表
セネガル出身の両親の下で生まれ、セネガルの国籍を持っていたことから、セネガル代表での出場資格を有していたシソコは、グーニョン時代にセネガル代表でのプレーを望んでいたが、セネガルサッカー連盟が自身のパスポートを喪失させ、また、自国出身の選手のみで構成したいと言い渡されたことで連盟に対して失望しており、後にポルトでの活躍から再連絡された際に招集を拒絶し、生まれ育ったフランス代表でのプレーを決意した。
2009年11月6日に2010 FIFAワールドカップ・ヨーロッパ予選のアイルランド戦へ向け、レイモン・ドメネク監督により負傷中のガエル・クリシーの代役としてフランス代表に初招集されたが、同試合はパトリス・エヴラの控えとして未出場だった。2010 FIFAワールドカップ終了後の8月5日にノルウェーとの親善試合に向けてローラン・ブラン監督によって招集され、11日の同試合で先発フル出場し、代表デビューを果たした。

## タイトル
クラブ
FCポルト
- プリメイラ・リーガ : 2008-09
- タッサ・デ・ポルトガル : 2008-09

オリンピック・リヨン
- クープ・ドゥ・フランス : 2011-12
- トロフェ・デ・シャンピオン : 2012

ランプーン・ウォリアーFC
- タイ・リーグ2 : 2021-22